# Busycon sinistrum
Busycon sinistrum är en snäckart som beskrevs av Hollister 1958. Busycon sinistrum ingår i släktet Busycon och familjen Melongenidae. Inga underarter finns listade i Catalogue of Life.

## Bildgalleri

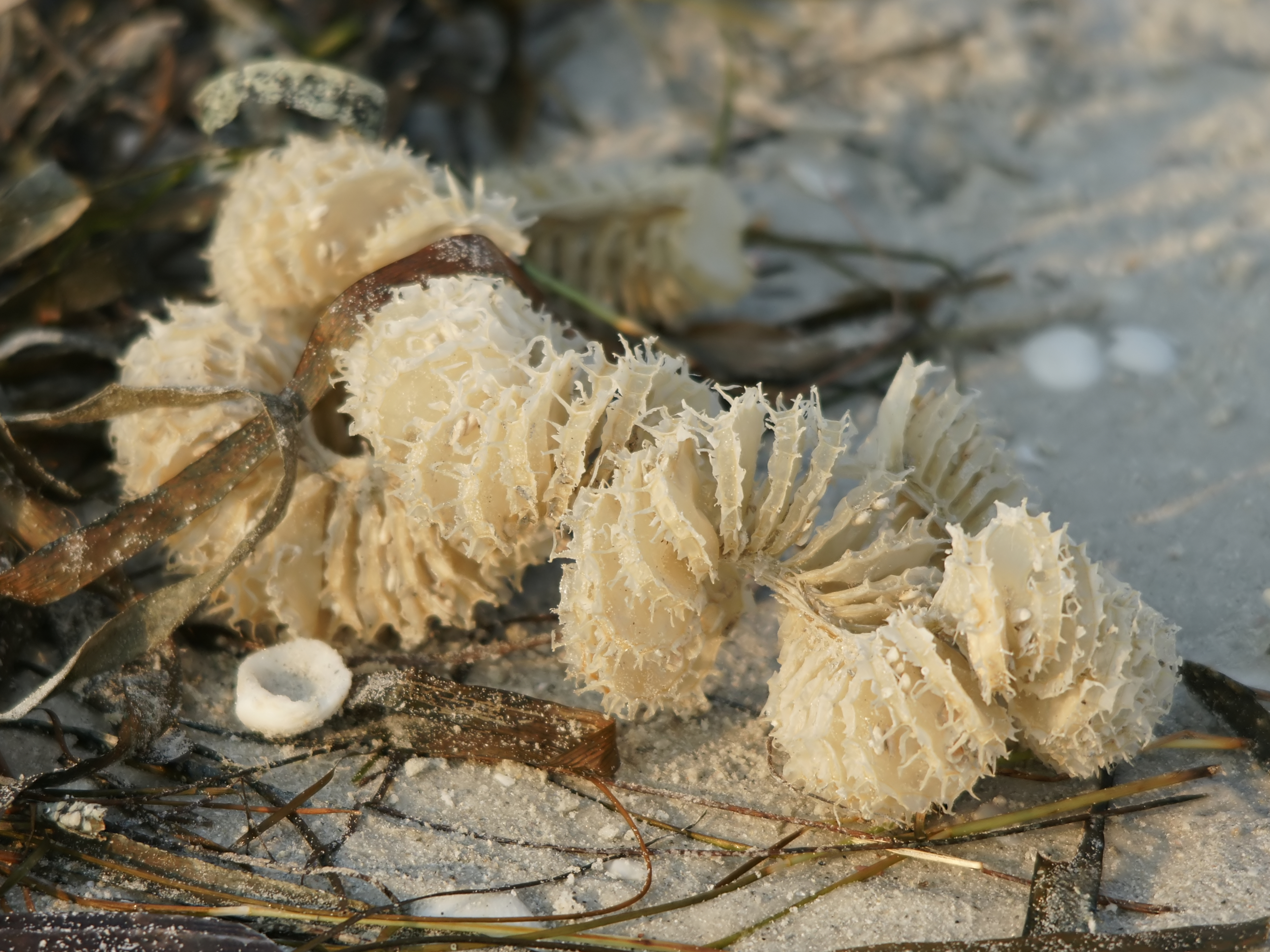
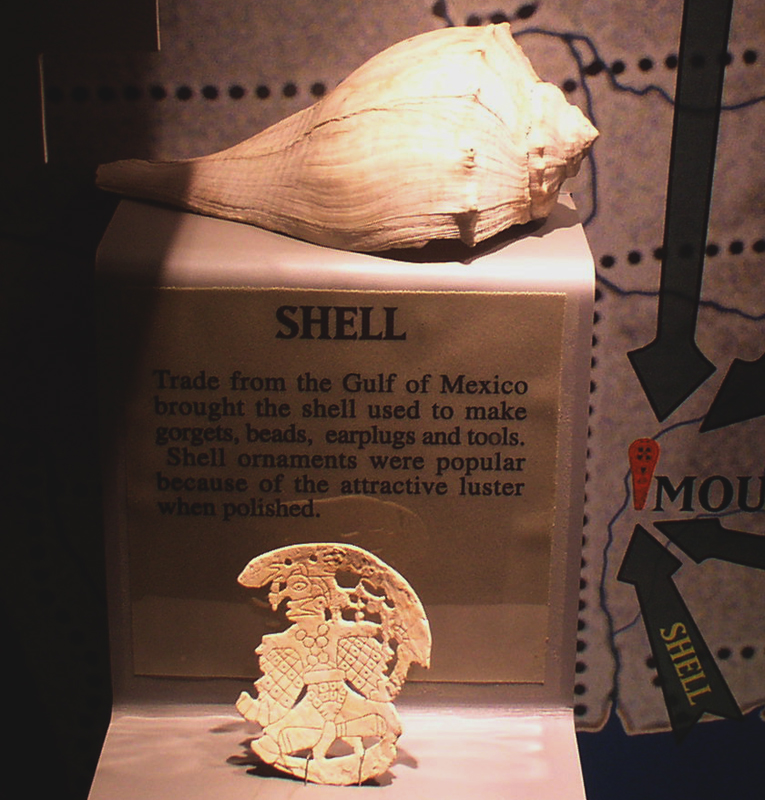
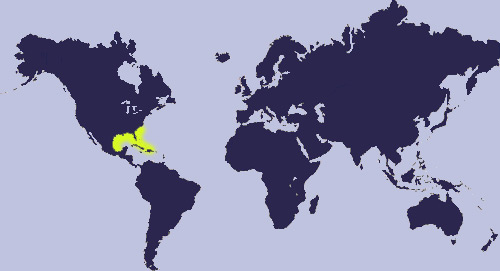
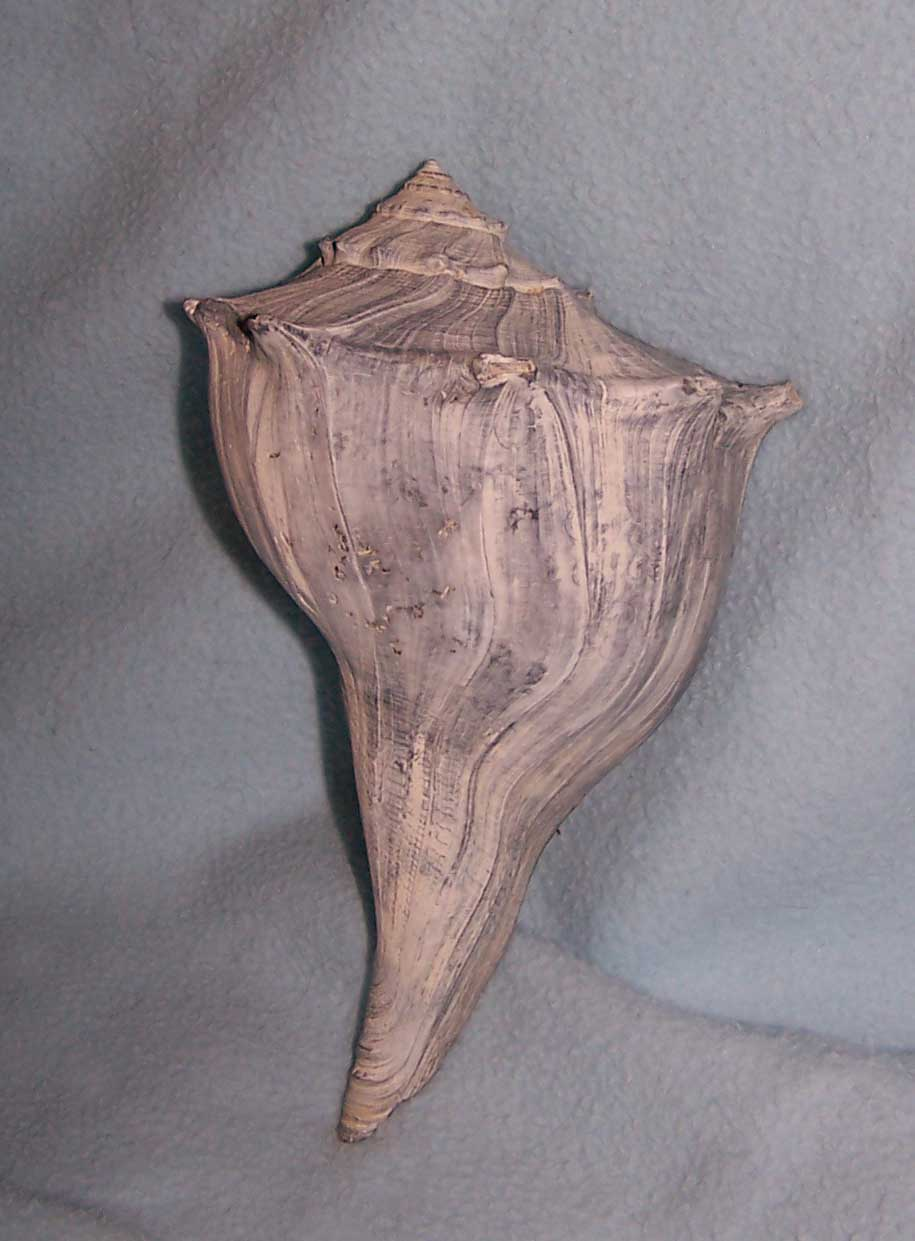
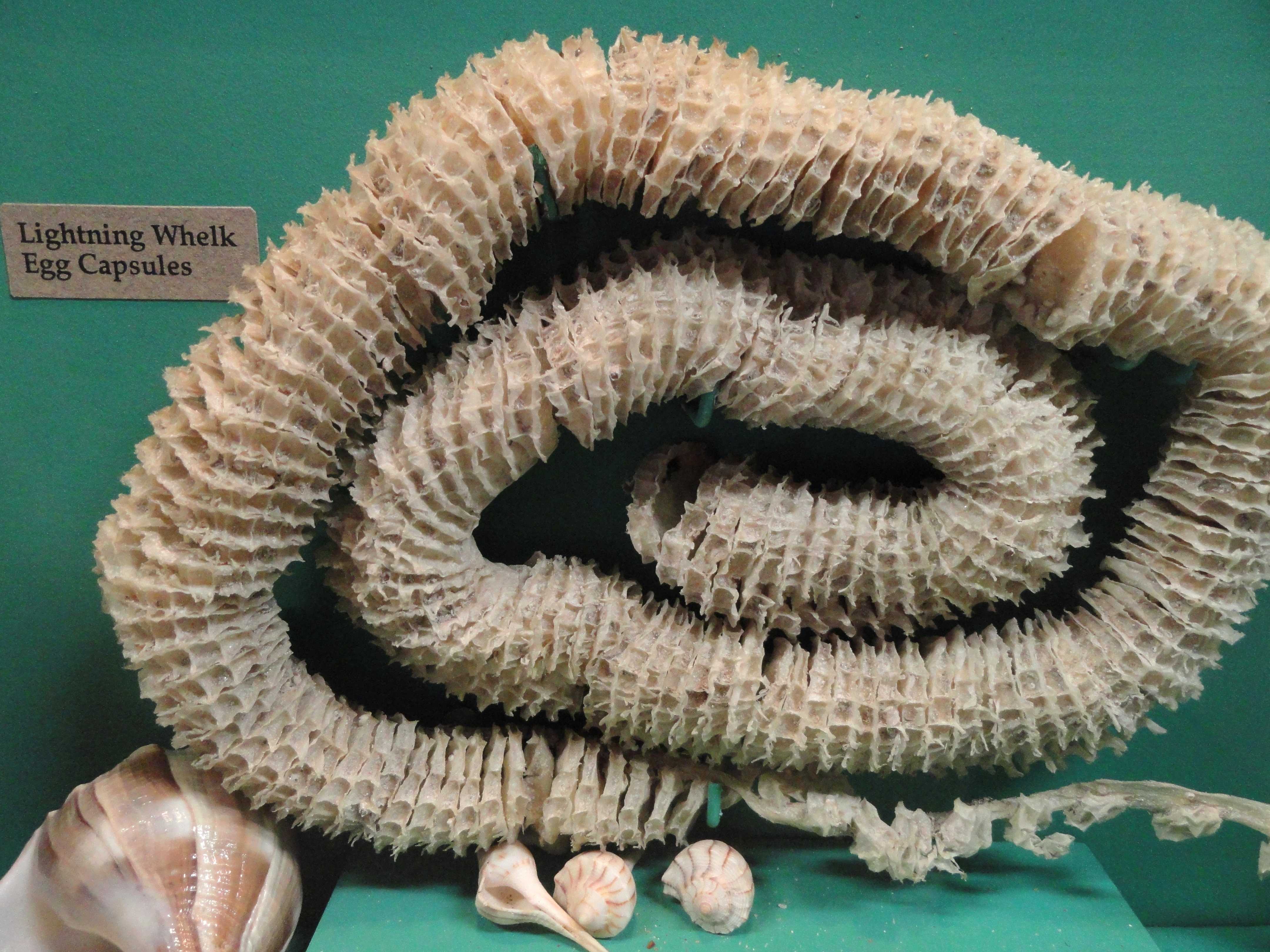